# Arkelstorp
Arkelstorp er et byområde i Kristianstads kommun i Skåne län i Sverige. I 2010 var indbyggertallet 768.